# Tisma peyrierasi
Tisma peyrierasi är en bönsyrseart som beskrevs av Roger Roy 2005. Tisma peyrierasi ingår i släktet Tisma och familjen Mantidae. Inga underarter finns listade i Catalogue of Life.